# دنیس دی نووی
دنیس دی نووی (انگلیسی: Denise Di Novi؛ زادهٔ ۲۱ مارس ۱۹۵۶) خبرنگار و تهیه‌کننده اهل ایالات متحده آمریکا است.